# Tony Tony Chopper
Tony Tony Chopper (トニートニー・チョッパー Tonī Tonī Choppā) là bác sĩ của băng Mũ Rơm trong loạt anime và manga One Piece của Oda Eiichiro. Cậu đến từ Drum Island, thành viên duy nhất băng được sinh ra ở Grand Line và là thành viên thứ sáu của băng Mũ Rơm, đồng thời là người thứ năm gia nhập, cũng là thành viên nhỏ tuổi trên tàu (15 tuổi). Cậu sở hữu năng lực của trái ác quỷ Hito Hito no Mi. Cậu sử dụng Rumble Ball (tên tiếng Nhật:ラ ン ブ ル ボ ー ル, tên Latinh:Ranburu Boru) để tăng cường khả năng của trái Hito Hito no Mi. Khi sử dụng viên đầu tiên, cậu có thể biến thành bảy hình dạng khác nhau, khi sử dụng viên thứ hai, cậu không thể kiểm soát được những hìng dạng như ý muốn, khi sử dụng đến viên thứ ba, cậu biến thành một con quái vật và mất kiểm soát. Tuy nhiên, sau timeskip, cậu đã kiểm soát được như ý muốn và còn có nhiều hình dáng hơn nữa.

## Ngoại hình
Hầu hết thời gian, Chopper ở trong hình dáng của một tuần lộc con lai người. Năng lực trái ác quỷ của Chopper cũng cho phép cậu thay đổi vẻ bề ngoài tuỳ vào những tình huống khác nhau. Cái gạc bên trái của Chopper được 1 miếng kim loại quấn quanh vì nó bị gãy lúc cậu còn nhỏ (xem tập 86).
Chopper thường đội một chiếc mũ lớn màu hồng có biểu tượng chữ thập phía trước (do Hililuk tặng cho), mặc một chiếc quần short màu nâu sẫm. Chopper cũng hay đeo một cái ba lô màu xanh dương có chữ thập giống với biểu tượng trên chiếc mũ.
Chopper còn có một chiếc mũi màu xanh đặc trưng. Theo nhiều người thấy thì thiết kế nhân vật Chopper của Oda mang nét "chibi" đáng yêu, điều đó cũng để cho khi biến đổi thành dạng Brain Point, hình dạng của Chopper sẽ trông hoang dã hơn. Rất nhiều nhân vật nữ trong One Piece như Nami, Robin, Makino, Porche, Shakky và Vivi nói rằng Chopper rất dễ thương. Kể cả nhân vật nam như Foxy cũng công nhận điều này.
Rất nhiều nhân vật trong One Piece nghĩ Chopper là tanuki (gấu trúc) khi cậu ở dạng Brain Point. Đây là cách nói chơi chữ với từ "tonakai", tiếng Nhật nghĩa là tuần lộc, bắt nguồn từ "Tony" trong tên Chopper. Dạng Heavy Point của cậu cũng hay bị nhầm với một con gorilla hay một người tuyết.

### Trước timeskip
Ở Alabasta, cậu mặc một chiếc áo cổ viền xanh lá cây, sau đó là một chiếc áo to hơn với tay áo rộng màu xanh nhạt viền xanh đậm.
Ở Enies Lobby, cậu mặc một chiếc áo khoác bằng da màu đỏ.

### Sau timeskip
Sau 2 năm, Chopper đội một chiếc mũ lưỡi trai màu xanh và hồng có kích thước gần bằng chiếc mũ cũ của cậu. Dấu X trên mũ có một vòng tròn bao quanh, nhiều chấm tròn xung quanh và chiếc mũ cũng có thêm dây khóa. Chopper cũng mặc một chiếc áo trắng sọc vàng và một chiếc quần short màu cam. Dạng Brain Point của Chopper có ít thay đổi, trừ việc trở nên nhỏ hơn. Dạng Walk Point của cậu đã phát triển đáng kể, trở nên cao lớn hơn, xấp xỉ Usopp. Sừng cậu đã lớn hơn, và lông dài ra. Dạng Heavy Point của cậu vẫn chưa xuất hiện.

## Tính cách
- Chopper rất ngây thơ và nhút nhát, thường có những hành động như một đứa trẻ. Cũng giống như Luffy, Chopper dễ bị ấn tượng bởi những thứ như đại bác hay khả năng tiềm ẩn. Chopper cùng với Nami và Usopp là "bộ ba nhút nhát", mặc dù tính cách này có thể quy cho sự trẻ con cũng như việc thiếu tự tin vào năng lực của bản thân (Với Nami thì sự nhát gan đó là do "sợ chết", còn Usopp thì đó là vì cậu cảm thấy "không an toàn").
- Chopper, dù ít hay nhiều, cũng đang trên hành trình định hình bản thân, nên cậu thường coi tất cả các thành viên trong đội là tấm gương trong một số trường hợp và bắt chước họ, đặc biệt là Usopp.
- Chopper là một người đồng hành ngay thẳng của nhóm Mũ Rơm. Cậu sẽ cố gắng làm mọi thứ để thực hiện nhiệm vụ của nhóm. Chopper vẫn còn cảm giác bị mất lòng tin nơi con người từ khi còn nhỏ, cậu cho rằng lời khen ngợi của người khác sẽ không làm cậu vui đâu, nhưng rõ ràng là Chopper rất vui khi được khen (đến nỗi cậu hí hửng nhảy điệu Dirty Old Man)
- Chopper cũng có vẻ là 1 người rất dễ tha thứ. Thể hiện rõ nhất là lúc Usopp muốn quay trở lại nhóm, Chopper đã gọi Luffy và Zoro hãy đồng ý khi cả 2 người đều đã từ chối. Chopper thường chỉ núp và trốn chạy hơn là đánh nhau nhưng khi có sự động viên của mọi người xung quanh thì cậu trở nên mạnh mẽ, gan dạ hơn.
- Ước mơ của Chopper là thực hiện nguyện vọng của người thầy quá cố Hiluluk rằng không có bệnh nào là không chữa được, đồng thời trở thành một bác sĩ có thể chữa trị mọi loại bệnh tật. Tính cách nhút nhát và trẻ con của Chopper biến mất mỗi khi khả năng y học của cậu được yêu cầu áp dụng. Chopper sẽ không ngần ngại trong việc cứu sống bệnh nhân.
- Chopper cũng có một niềm tin mạnh mẽ rằng một bác sĩ là phải cứu người, và cậu sẽ rất tức giận nếu như ai đó đối xử tàn nhẫn với cuộc sống của người khác. Đó là lý do vì sao Chopper đã nổi giận khi Hogback đối xử tệ với các bệnh nhân và zoombies, cũng như rất bất bình với nạn bắt cóc và thí nghiệm trên trẻ em tại Caesar Clown.
- Chopper có một thói quen là hay núp ngược mỗi khi sợ hãi, thường thì cậu sẽ núp sau bức tường hoặc ô cửa để nhìn lén mọi người. Thay vì giấu phần thân sau bức tường, cậu lại giấu đi một phần mặt, còn để lộ cả cơ thể mình ra ngoài.
- Chopper là người nhỏ tuổi nhất băng và cũng là người nhiều cảm xúc nhất. Cậu coi băng Mũ Rơm như chính gia đình của mình vậy! Khi buộc phải trở thành thành viên của băng Foxy trong Davy Back Fight, Chopper đã rất tuyệt vọng và khóc rất nhiều.
- Chopper rất dễ tin người, cậu dường như tin vào tất cả những gì mình nghe được và nghiễm nhiên trở thành "con mồi" cho những câu chuyện của Usopp. Chopper tin cả lời nói của Nami khi cô nói dối với Lola rằng cô là một người đàn ông, mặc dù sự thật thì đã quá rõ ràng. Chopper cũng tưởng rằng nhóm Mũ Rơm giả mạo là đồng đội thật của mình, mặc dù vẻ ngoài của họ chẳng có gì là giống cả (xem tập 517)
- Chopper rất hay hoảng sợ, đến nỗi quên cả những sự thật đơn giản. Một ví dụ cho điều này là khi thấy ai bị thương, Chopper hoảng loạn lên và gọi: "Bác sĩ, bác sĩ!", và quên mất sự thật rằng cậu chính là bác sĩ. Một ví dụ khác là khi cậu và Brook không do dự nhảy xuống nước để cứu Luffy khỏi chết đuối, trong khi chính cậu cũng không thể bơi do bị nguyền rủa bởi Trái Ác Quỷ. Cuối cùng, cả 3 người được cứu bởi các thành viên khác của băng.
- Sau timeskip, Chopper đã trưởng thành hơn, tự tin hơn giống như Usopp. Cậu không nỗ lực để được người ta nhìn nhận như một con người như trước kia nữa, giờ đây cậu chỉ muốn làm một con monster có thể giúp đỡ được Luffy thôi.
- Chopper cũng có thể có sự lãng mạn, mặc dù cậu không có dấu hiệu "hứng thú" nào đối với các nhân vật nữ, nhưng cũng lại đỏ mặt với nàng tuần lộc Milky xinh đẹp. Cậu biểu lộ cảm xúc giống Sanji với đôi mắt là 2 hình trái tim. Usopp đã "lưu ý" Chopper về hành vi bất thường này, và Chopper đã bảo cậu ấy im lặng.
- Năng lực và sức mạnh
- Thường thì một bác sĩ sẽ không chịu trách nhiệm về những lĩnh vực khác ngoài chuyên môn y dược của mình để chữa bệnh cho những người xung quanh, nhưng với tư cách là bác sĩ của Nhóm Mũ Rơm, trách nhiệm của Chopper lại không chỉ giới hạn ở lĩnh vực y dược.
- Cậu cũng thường giữ vai trò trong những việc như nắm giữ bánh lái tàu như một người lái thuyền tạm thời trong thời gian cả nhóm trên tàu Going Merry. Trong các trận chiến cậu cũng đóng vai trò như là một thành viên chuyên về đấu đối kháng. Tuy nhiên, do thiếu kinh nghiệm trong chiến đấu cũng như quá trình huấn luyện chính thống (cũng như vấn đề giới hạn về thời gian của thuốc Rumble Ball), nên Chopper được xem là 1 trong 3 thành viên thuộc "Bộ Ba Yếu Ớt" cùng với Nami và Usopp. Nhưng trong quá trình 2 năm học tập và rèn luyện ở Vương Quốc Torino, giờ đây kinh nghiệm chiến đấu của cậu đã được phát triển hơn.
- Vì là một chú tuần lộc nên Chopper cũng có thể hiểu được các loài động vật khác, nên có khi Chopper cũng làm nhiệm vụ phiên dịch giữa động vật và loài người.

### 1. Chuyên gia về y học
Là bác sĩ của nhóm, cậu có 1 kiến thức rộng về cả y học và dược liệu cũng như là bào chế, tạo ra những liều thuốc từ các loại trái, rễ cây hay rau quả tìm thấy trên hầu hết các hòn đảo. Chopper cũng có khả năng điều hành phẫu thuật và hồi sức.
Tất cả những kiến thức và phương thức chữa trị này là đều xuất phát từ thời gian cậu làm học viên tập sự dưới sự hướng dẫn của bác sĩ Hiruluk và bác sĩ Kureha, từ đó mà Chopper thành thạo trong tất cả các trường hợp y khoa.
Trong 2 năm ở Torino Kingdom, những kỹ năng của Chopper trong lĩnh vực này đã nâng lên một tầm cao mới. Tại đây cậu đã học được những loại thuốc mới cũng như cách điều trị mới mà trước đây cậu chưa từng biết. Sự hiểu biết này kết hợp với những kỹ năng mà Chopper đã có được tại Sakura Kingdom giúp cho khả năng của bác sĩ Chopper được nhân rộng. Chẳng hạn như khi ở arc Zou, Chopper với sự giúp đỡ của các bác sĩ tộc Mink, đã vận dụng tất cả những kỹ năng có được để chữa trị cho con voi khổng lồ bị thương do cuộc tấn công của băng Beasts.
Ngoài ra trong thời gian học nghề dưới sự hướng dẫn của bác sĩ Kureha, Chopper đã đủ nhận thức được mọi tác dụng, hậu quả của loại thuốc có tính gây nghiện cao - NHC10 (loại thuốc này chỉ được phép sử dụng ở một số đất nước dưới sự giám sát của những nhà khoa học lớn), và những tác dụng phụ của việc lạm dụng nó.
Cậu cũng đã lần đầu thấy thành công trong việc giúp truyền máu (ngay cả việc khác chủng tộc, một người thường và một người cá), khi cậu giúp truyền máu cho Sanji và Luffy do cả 2 đều mất máu quá nhiều (Chopper biết rõ loại máu của Luffy là F (cùng loại với Jinbei), và loại máu của Sanji là S RH - 1 loại máu hiếm).

### 2. Trái Ác Quỷ
Chopper đã ăn Trái Ác Quỷ hệ Zoan là Hito Hito no Mi khiến cậu biến thành hình dạng nửa người nửa thú hay cả người nguyên dạng. Từ "Hito" trong tiếng Nhật nghĩa là "con người".
Do đã ăn trái này, Chopper sở hữu trí thông minh của loài người, cho phép cậu hiểu và giao tiếp bằng cả tiếng người. Trái Ác Quỷ cũng cho Chopper khả năng nhận thức về những loại thảo dược mà loài tuần lộc bình thường không bao giờ có thể làm được.
Sức mạnh của trái này đã được Chopper sử dụng dưới nhiều hình thức khác nhau. Chopper hầu hết dùng nó cho việc trao đổi và thấu hiểu những gì mà người thường nói. Cậu có thể giao tiếp với con người thoải mái ngay cả khi trong hình dạng tuần lộc của mình. Trong những trận chiến, Chopper cũng sử dụng năng lượng của mình để đối đầu với những kẻ địch khác nhau. Cùng với tác dụng của thuốc Rumble Ball mà cậu tự bào chế, sức mạnh của Chopper đã được đẩy lên và phát triển tới một mức cao nhất, Chopper có thể mở rộng khả năng sử dụng năng lượng trái cây ác quỷ của mình mà các người dùng quả ác quỷ hệ động vật khác không làm được.

### 3. Rumble Ball
Cùng với hình dạng thông thường của mình, Chopper đã thêm vào những dạng biến hình khác nhờ tác dụng của loại thuốc Rumble Ball. Viên thuốc tròn màu vàng này cho cậu thêm một vài biến hình khác trong vòng 3 phút bằng cách "làm lệch hướng các bước sóng chuyển hoá biến dạng". Những dạng biến hình này rất hiệu lực đối với những đối thủ dữ dằn. Trong khi Chopper đạt được ưu thế với những hình dạng này nhờ Rumble Ball, nhưng lượng Rumble Ball mà Chopper chỉ có thể dùng trong 6 tiếng một lần và phải được giám sát cẩn thận. Nếu Chopper uống 2 viên thuốc trong vòng 6 tiếng, cậu sẽ không thể điều khiển được hình dạng cậu sẽ biến hình. Vào nếu như cậu uống viên thứ 3, Chopper sẽ hoàn toàn mất điều khiển và chỉ biết đập phá những thứ xung quanh cũng như làm tổn hại đến sinh mạng và cơ thể.
Trước timeskip, Chopper có thể biến đổi thành 5 dạng khác nhau dưới tác dụng của Rumble Ball: Jumping Point, Guard Point, Arm Point, Brain Point và Horn Point. Sautimeskip, Chopper có thêm một dạng mới nữa là Kung Fu Point - một sự kết hợp của Arm Point and Jumping Point, có thể tạo ra dạng Horn Point với sức mạnh lớn hơn, cải thiện Guard Point để bảo vệ cho con tàu Thousand Sunny.
Sau 2 năm, Chopper giờ đây chỉ cần dùng Rumble Ball cho đúng 1 loại biến hình, đó chính là hình dạng Monster Point mà thôi.

### 4. Các Kỹ Năng Chiến Đấu Khác
Ngoài lợi thế về dạng biến hình và sức mạnh từ Trái Ác Quỷ, Chopper cũng thường xuyên sử dụng những chiêu thức khác như đô vật (ví dụ như đè chặt đối thủ xuống sàn, hoặc là đánh vật ngã đối thủ). Kiến thức rộng của cậu về cấu trúc xương sống của động vật rất hữu dụng khi giúp nhóm Mũ Rơm đánh gục tên Oars. Trong một số trường hợp, Chopper cũng có những lý thuyết về việc giành lợi thế cho việc tấn công những tên khổng lồ. Ngoài ra, Chopper cũng là người áp dụng lối đánh chiến thuật khi cậu đối đầu với Mr.4 hay tên thần quan Gedatsu.
Cậu đồng thời cũng có 1 chiếc mũi rất thính có khả năng lần theo dấu vết, mùi hương của người khác (xem tập 93).
Chopper cũng sử dụng thuốc an thần tiêm vào người đối thủ để gây mê hay giúp để đánh ngất đối thủ. Lần đầu cậu dùng để tiêm cho Luffy Lưu trữ ngày 7 tháng 6 năm 2020 tại Wayback Machine khi cậu bị chứng ảo giác về 1 cơn đại hồng thủy đánh vào Yuba ở Sa Mạc Alabasta, và sau này là bọn trẻ đang nổi loạn trên đảo Punk Hazard, với sự trở giúp của một số binh sỹ đồn G-5.
Sau 2 năm, cậu cũng có khả năng biểu diễn võ thuật với hình dạng mới, Kung Fu Point – Dạng Võ Thuật, và cũng có khả năng sử dụng Dạng Sừng tấm - Horn Point với cánh sừng lớn hơn như loài bọ hung rất hữu dụng để đào dưới lòng đất trong tốc độ cao.